# Zespół pałacowo-parkowy w Chrobrzu

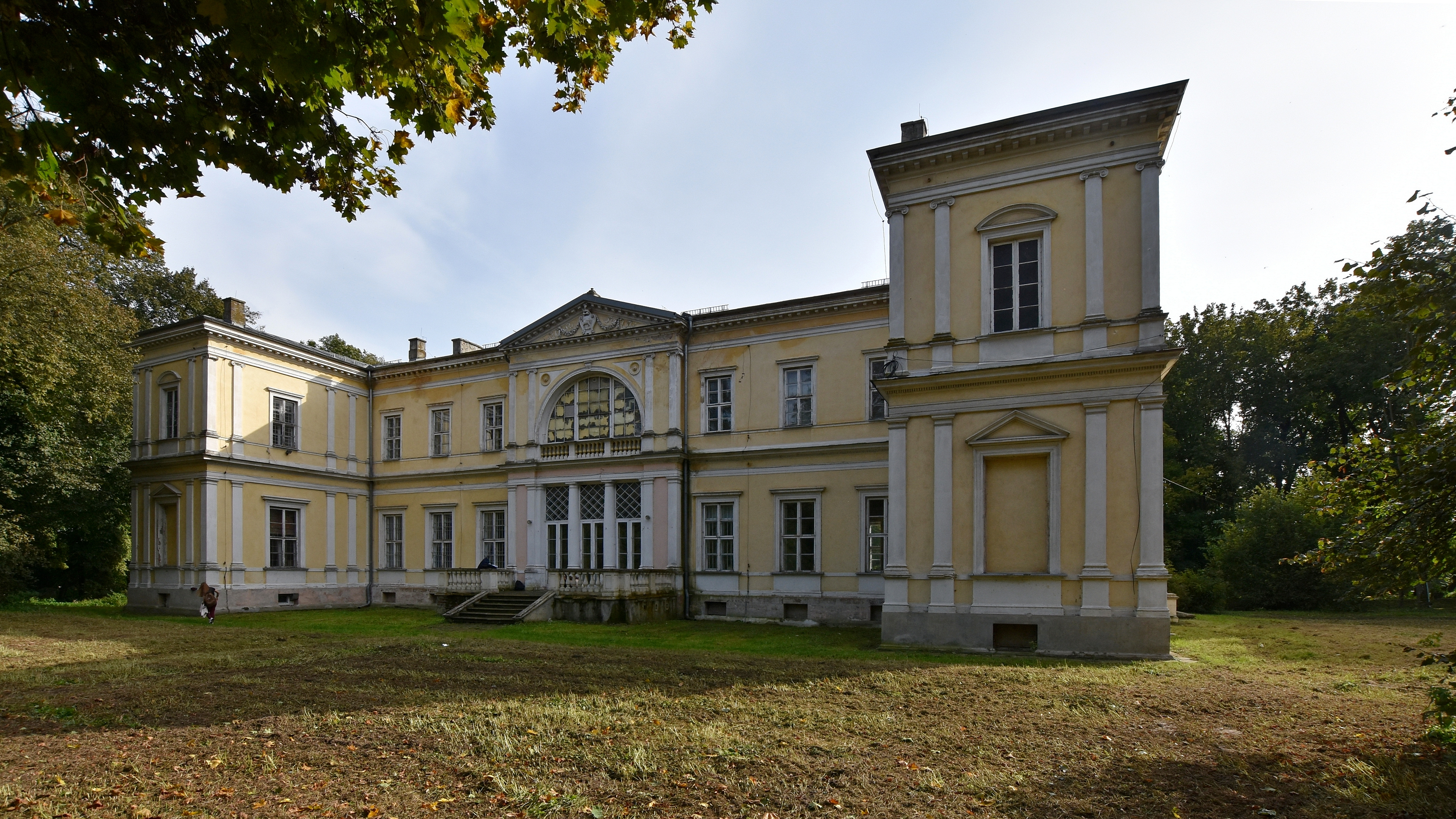
Pałac, elewacja ogrodowa

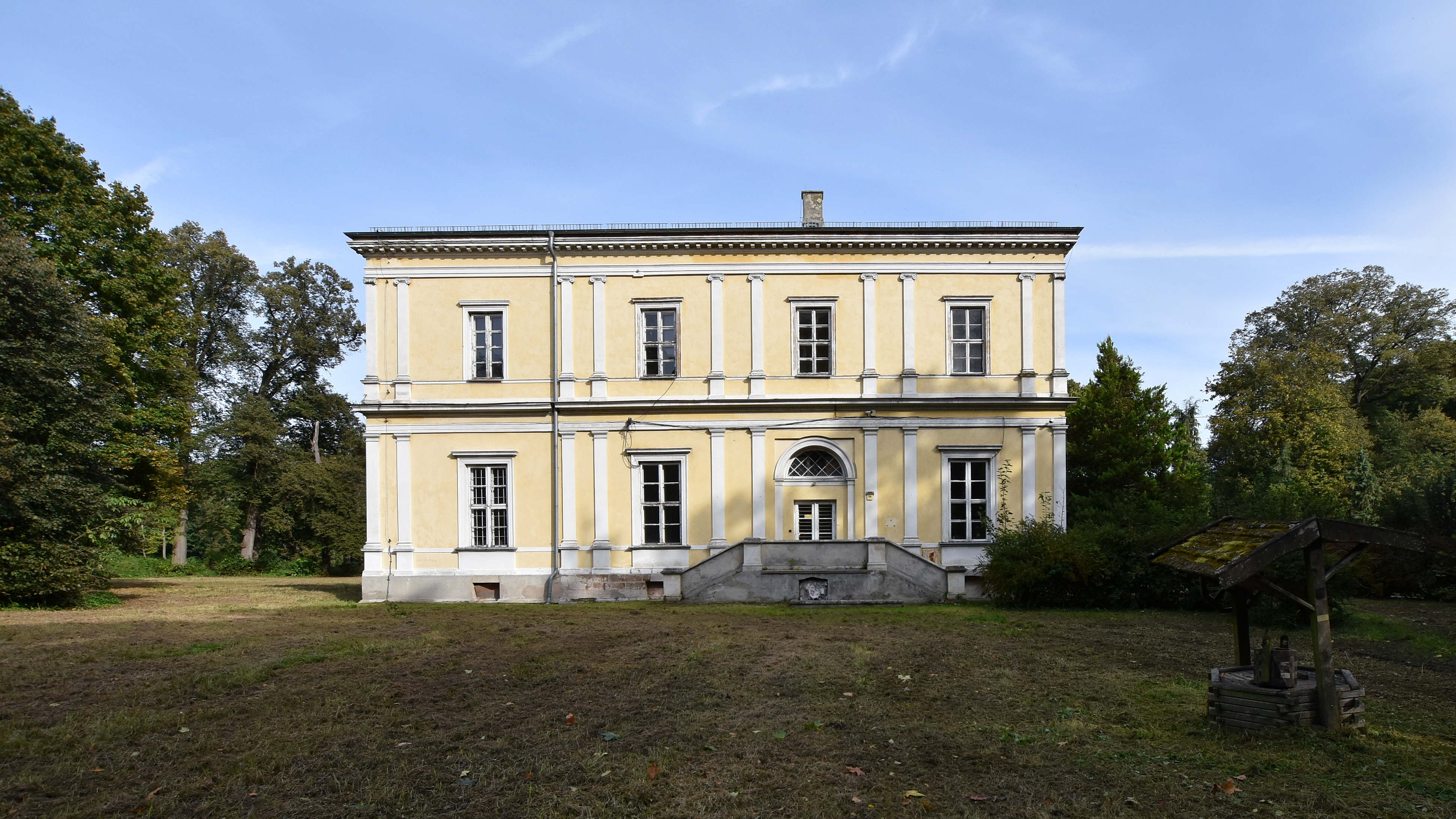
Pałac, elewacja zachodnia

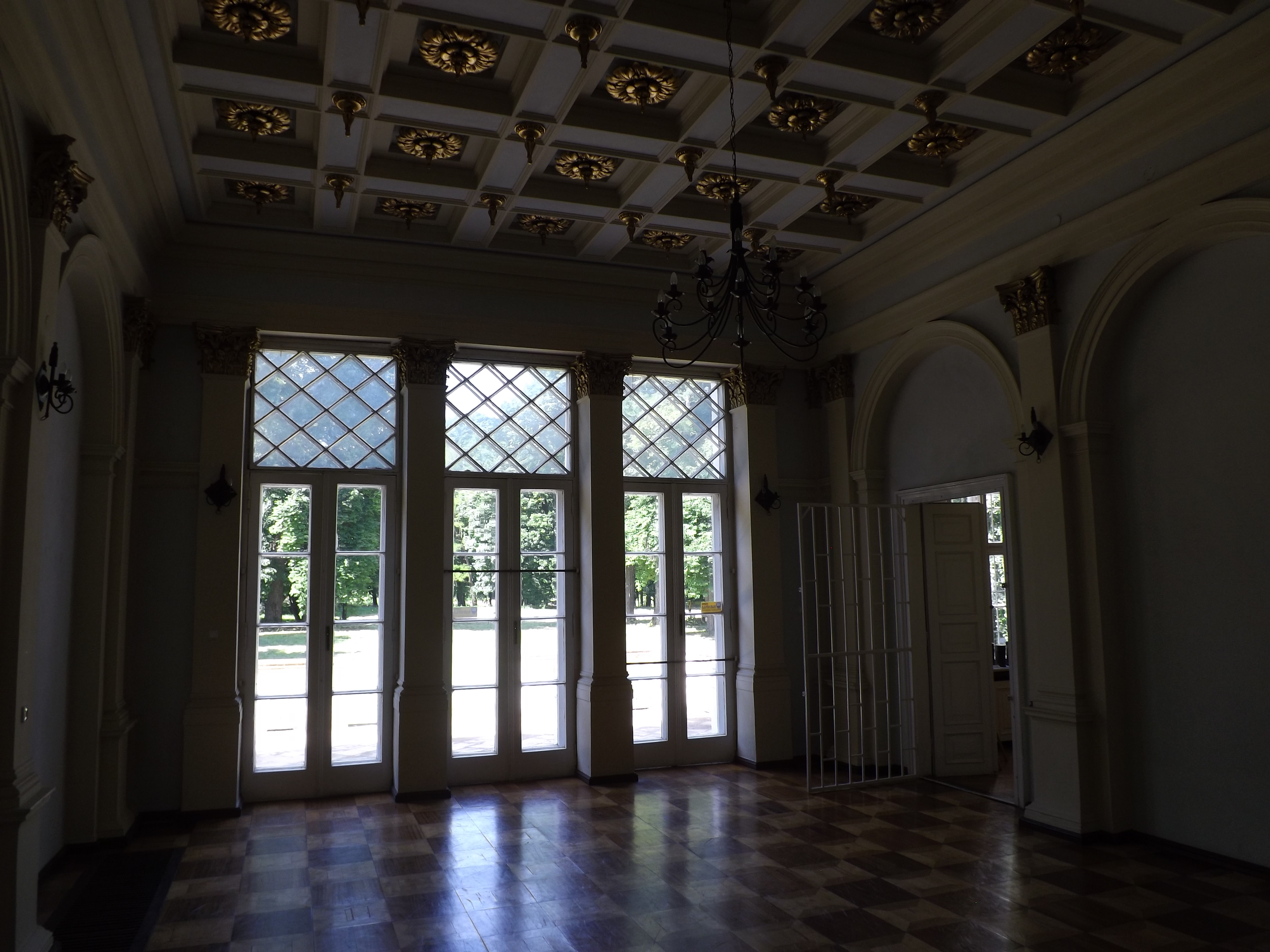
Jedna z sal pałacowych

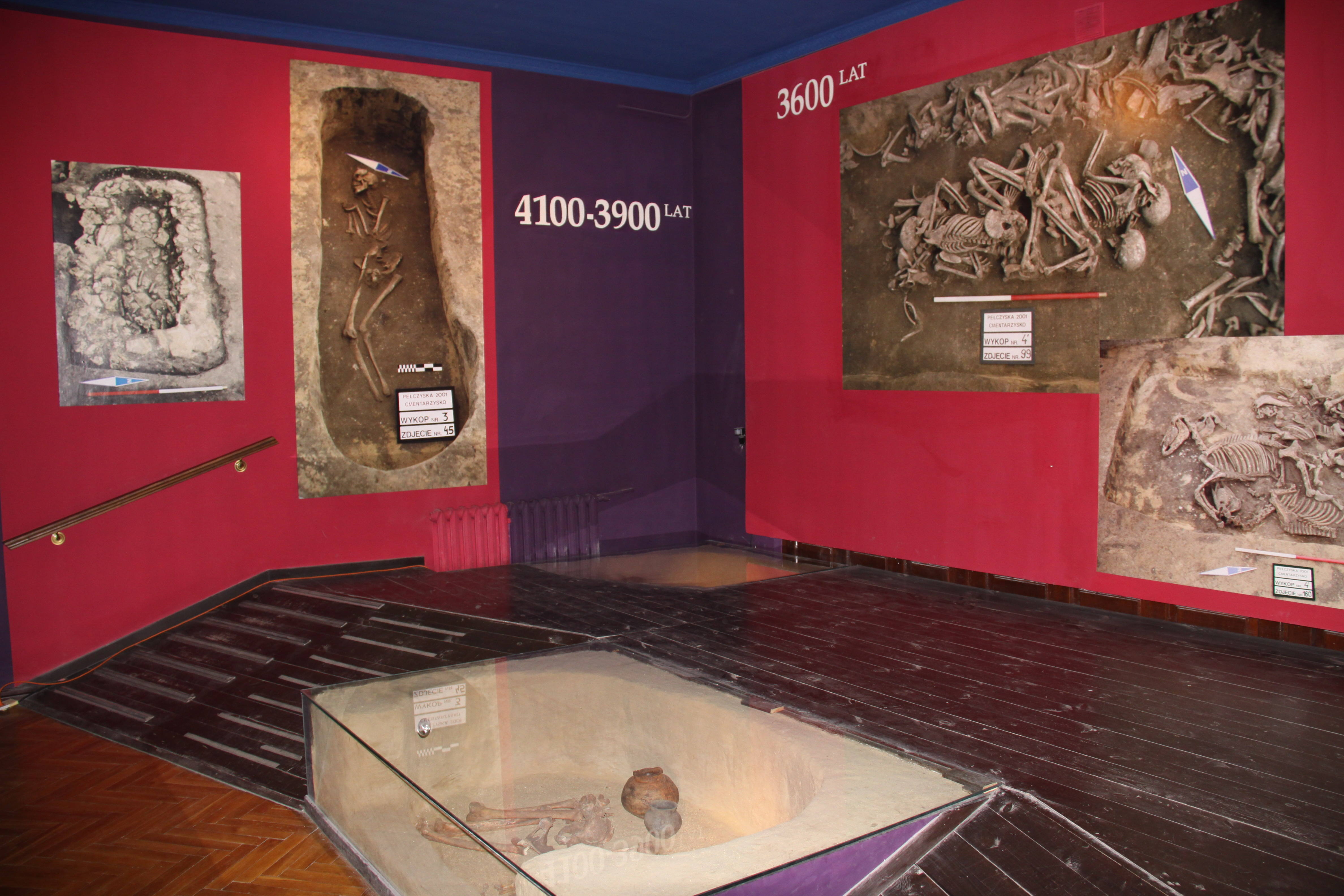
Ekspozycja wykopalisk z Pełczysk w Pałacu Wielopolskich w Chrobrzu

Zespół pałacowo-parkowy w Chrobrzu (Pałac Wielopolskich w Chrobrzu) – mieści się w północno-zachodniej części wsi Chroberz, jest usytuowany na południowym, wyższym brzegu Nidy.
Historia zespołu pałacowo-parkowego w Chrobrzu zaczyna się w roku 1857. Wtedy to Aleksander Wielopolski, XIII ordynat pińczowski, postanowił w będącym po sprzedaniu Pińczowa głównym ośrodkiem ordynacji Chrobrzu, wybudować otoczony parkiem pałac. W budynku zamierzał umieścić m.in. swoją bogatą bibliotekę, jak i też duży księgozbiór przejęty po przyjacielu margrabiego Konstantym Świdzińskim.
Autorem projektu był Henryk Marconi. Jednopiętrowy budynek został wybudowany w stylu późnoklasycystycznym. Jego budowę ukończono w 1859 r. Fasada zwrócona jest w kierunku południowo-wschodnim. Ryzalit na poziomie parteru tworzy czterokolumnowy ganek z wejściem do pałacu, nad którym na poziomie pierwszego piętra znajduje się taras. Fasada zwieńczona jest attyką z czterema posągami klasycystycznymi przedstawiającymi Germanika, Ceres, Minerwę i Achillesa, autorstwa rzeźbiarza Andrzeja Pruszyńskiego. W przyłuczach portalu pierwszego piętra znajdują się dwa kartusze z herbami, z lewej Świdzińskich Półkozic, z prawej Myszkowskich Jastrzębiec.
Tylną elewację pałacu zwieńcza herb Wielopolskich Starykoń.
Budynek jest symetryczny. Jego prawa strona służyła do przyjmowania gości. W dawnej sali myśliwskiej-bawialni zachowały się cztery medaliony portretowe z wizerunkami kolejnych właścicieli pałacu, dzieła wspomnianego Andrzeja Pruszyńskiego. W sali tej, w 2000 r. Filip Bajon nakręcił scenę balu w Odolanach z  Przedwiośnia. Do sali przylega dawna kaplica pałacowa wykonana na planie koła.
Gabinet prywatny margrabiego Wielopolskiego mieści się na parterze, w skrajnym, frontowym pomieszczeniu lewego skrzydła. Do dziś zachowało się w nim oryginalne malowidło na sklepieniu, szafa biblioteczna i biurko margrabiego.
Pokoje właścicieli jak i gości znajdowały się na piętrze.
Obecnie w pałacu ma swą siedzibę Ośrodek Dziedzictwa Kulturowego i Tradycji Rolnej Ponidzia w Chrobrzu. W salach oglądać można stałe ekspozycje: 
- Historia Ordynacji Wielopolskich
- Izba Pamięci Republiki Pińczowskiej
- Galeria Regionalna
- Geograficzne i Geologiczne Studium Regionu
- Wykopaliska z Pełczysk
- Kącik barda Ponidzia Wojtka Belona i Wolnej Grupy Bukowina

## Park przypałacowy
Dobrze zachowany zespół parkowo-pałacowy rozciąga się na  prawym, wysokim brzegu Nidy, pomiędzy szosą wiślicką a rzeką i zajmuje powierzchnię około 5 ha. W jego centrum ulokowany jest pałac i stare budynki mieszkalne otoczone krajobrazowym parkiem angielskim. Rośnie w nim wiele starych, imponujących rozmiarami drzew. Wśród nich platan klonolistny, kilkusetletnie miłorzęby japońskie i lipy.
W głębi parku, ok. 200 metrów od frontu pałacu, zachowała się zabytkowa kaplica wzorowana na pawilonach przy zamku w Książu Wielkim.
Po stronie południowo-zachodniej parku znajdują się zabudowania zespołu szkół rolniczych. Od zachodu zamykają go częściowo zrujnowane budynki gospodarcze folwarku, spichlerza i stodoły, w pobliżu których stoją budynki szkoły rolniczej i internatu.
Całość otoczona jest parkanem. Do zespołu parkowo-pałacowego prowadzą dwie bramy: główny wjazd prowadzi od strony zachodniej, a drugie wyjście jest od strony wschodniej. Obiekt jest udostępniony do zwiedzania.
W cieniu wiekowego parkowego drzewostanu prezentowana jest stała wystawa "Kultura Rolna XIX i XX wieku". Pod stylizowanymi drewnianymi wiatami eksponowane są stare maszyny i urządzenia rolnicze. W spichlerzu dworskim zrekonstruowano wnętrze wiejskiej chaty z końca XIX i I połowy XX wieku.